# Peter Lloyd (homme politique)
Peter Robert Cable Lloyd (né le 12 novembre 1937) est un homme politique du Parti conservateur anglais.

## Carrière parlementaire
Lloyd fait ses études à la Tonbridge School et au Pembroke College, Cambridge, et est auparavant directeur du marketing pour United Biscuits.
Il se présente dans la circonscription de Nottingham West aux élections de février et d'octobre 1974, battu par Michael English du Labour.
Lloyd est député de Fareham dans le sud de l'Angleterre de 1979 à 2001, date à laquelle il prend sa retraite et est remplacé par Mark Hoban.
Il exerce plusieurs fonctions gouvernementales : ministre d'État au ministère de l'Intérieur (1992–1994), sous-secrétaire d'État parlementaire, ministère de l'Intérieur (1989–1992), sous-secrétaire d'État parlementaire au ministère de la Sécurité sociale (1988–1989), whip du gouvernement (1984–1988), PPS de Sir Keith Joseph (1983–1984), PPS d'Adam Butler (1981–1982).
Lloyd siège, entre autres, au Treasury Select Committee à la fin des années 1990.

## Suite de la carrière
Lloyd siège ensuite au conseil d'administration de New Bridge, une organisation fondée en 1956 qui vise à aider les détenus à rester en contact avec la société et à s'y réintégrer plus tard. Il est également président du Conseil national des commissions de surveillance indépendantes, qui dirige la surveillance des prisons et des centres de retrait des immigrants en Angleterre et au Pays de Galles.